# 科哈尼夫卡 (佩特羅拉夫利夫卡區)
48°31′11″N 36°26′15″E / 48.51972°N 36.43750°E
科哈尼夫卡（烏克蘭語：Коханівка），是烏克蘭的村落，位於該國中部第聶伯羅彼得羅夫斯克州，由佩特羅拉夫利夫卡區負責管轄，處於薩馬拉河右岸，分別距離霍羅舍1公里和澤萊內哈伊4.5公里，海拔高度93米，2001年人口476。